# 則本佳樹
則本 佳樹（のりもと よしき、1994年5月14日 - ）は、滋賀県犬上郡多賀町出身の元プロ野球選手（投手）。右投左打。プロでは育成選手だった。実兄は東北楽天ゴールデンイーグルス投手の則本昂大。

## 経歴

### プロ入り前
多賀町立大滝小学校3年時に、「多賀少年野球クラブ」で野球を始める。滋賀県立北大津高等学校3年時の夏には、第94回全国高等学校野球選手権全国大会に出場。滝川第二高校との初戦で先発したが、チームは敗退した。
高校卒業後に進学した近畿大学では、右肘を痛めた末に手術。関西学生野球のリーグ戦では、4年春の対関西大学戦で1イニングを投げただけにとどまった。4年時のエースは同期の畠世周で、在学中に硬式野球部の寮の一室で同居していた。
大学卒業後のNPB入りを目標に、大学4年時の2016年には、同年5月に創設されたばかりの山岸運送グループ硬式野球部（山岸ロジスターズ）のセレクションを受験。大学卒業後の2017年に山岸運送（静岡県島田市に本社がある運送会社）へ入社すると、後述する社業と並行しながら、山岸ロジスターズの第1期生としてプレーを続けた。チームが2017年6月19日付で日本野球連盟からクラブチーム (社会人野球)としての登録を認められてからは、主に中継ぎ要員として対外試合に登板。2年目の2018年には、チームが初めて参加した第89回都市対抗野球大会の東海予選で、先発投手として1試合、救援投手として2試合に登板した。チームは第3代表決定ゾーンの敗者復活1回戦で敗退したが、則本は初戦（1次予選の対静岡硬式野球倶楽部戦）に先発すると、7回4失点という内容ながらチームの初戦突破（7回コールドゲームによる勝利）へ貢献した。
2018年のNPB育成ドラフト会議2巡目で、東北楽天ゴールデンイーグルスから指名。支度金200万円、年俸250万円（金額は推定）という条件で育成選手として入団し、兄の昂大とチームメイトになった。背番号は136。山岸ロジスターズの選手が（NPBを含む）プロ野球の球団と契約したことや、実の兄弟が現役選手として同じ時期に楽天球団へ所属することは、いずれも初めての事例である。

### 楽天時代
2019年はイースタン・リーグ5試合に登板し、0勝0敗、防御率3.60という成績だった。
2020年はトレーニングに励み、公式戦での登板なくシーズンを終えた。
2021年はイースタン・リーグ9試合に登板し、0勝1敗、防御率4.05という成績に終わり、支配下登録されることなく、10月28日に戦力外通告を受けた。

### 楽天退団後
2022年より、楽天入団前に所属していた山岸ロジスターズに復帰。同年末をもって山岸ロジスターズを退団し、現役を引退する事をInstagramで発表。
現役引退後は、アパレル関係の仕事に就いている。
2024年から日本野球連盟に加盟したムラチグループ硬式野球部に参加し、現役に復帰した。2025年時点では投手コーチに転身しているが、部のオフィシャルサイトのプロフィール文では「兼任投手コーチとして選手のサポート及び勝利のために精進します」と書かれている。

## プレースタイル
兄・昂大と同じ右投手だが、投球フォームはスリークォーターで、ストレートの球速は最速で145km/h。大学時代に右肘の手術を受けたため、山岸ロジスターズ時代からは、変化球のキレやストレートの質で勝負することを心掛けているという。楽天への入団時点では、先輩投手の岸孝之を目標に挙げている。50M走6秒3、遠投100M。

## 人物
名前（佳樹）の読み方（よしき）が同じ縁で、好きな芸能人はX JAPANのYOSHIKI。佳樹自身も、小学生時代に一時、ドラムの叩き方を習っていた。その一方で、実父が実家の庭先に造ったブルペンで、当時から昂大と共に投球練習へ励んでいた。
冷静な兄とは違い、行動派でプライドが高いことを自認している。小学生時代に昂大と一緒に所属していた「多賀少年野球クラブ」の監督からの影響で、「雑草のごとく」という言葉を座右の銘に挙げている。高校は「兄（昂大）の母校を倒したい」とのことで北大津高校へ進学し、昂大が高校時代に立てなかった阪神甲子園球場のマウンドを3年夏の選手権全国大会で踏んだ時には、「『兄を超えた』と思った」という。
高校3年時の2012年には卒業後の進学を志望していたが、家庭の事情で厳しい状況にあった。しかし、当時三重中京大学の4年生だった昂大が、この年のNPBドラフト会議2巡目で楽天からの指名を受けて入団。その際に受け取った契約金（推定1億円）の一部を学費に充てることによって、翌2013年に近畿大学への進学に至った。
山岸ロジスターズ時代には、山岸運送のYMワークス・ボディプリンター事業部に勤務。同社が運用するトラックの走行中の見栄えを良くする目的で、トラックの両側面を彩るボディプリント（ラッピング）のデザインや、ラッピングを施したトラックの写真撮影を主に手掛けていた。
2018年のNPB育成ドラフト会議で楽天から指名を受けた直後には、ゼネラルマネジャー（GM）の石井一久が、「お兄ちゃんが一流の野球選手だけに、何かヒントを与えてもらうことで、もう一つ上のレベルにいけるんじゃないかなと思ったから指名した」とのコメントを残した。実際には、石井がGMへ就任する同年9月以前からスカウトを務めている山田潤が、佳樹を大学時代から視察。ドラフト指名への検討資料に当たる調査書を山岸ロジスターズへ送付した球団も、楽天だけだった。

## 詳細情報

### 年度別投手成績
- 一軍公式戦出場なし

### 背番号
- 136（2019年 - 2021年）